# Ludwig Ehrhart
Ludwig Ehrhart (* 22. März 1990) ist ein ehemaliger französischer Biathlet.
Ludwig Ehrhart lebt in Pertuis. Er bestritt seine ersten internationalen Rennen 2007 im Rahmen der Junioren-Rennen des IBU-Cups. Zu seinem ersten internationalen Großereignis wurden die Biathlon-Juniorenweltmeisterschaften 2008 in Ruhpolding, bei denen der Franzose zunächst im Sprint hinter Uladsimir Aljanischka und seinem Teamkollegen Rémi Borgeot die Bronzemedaille gewann. Im darauf basierenden Verfolgungsrennen sowie im Einzel gewann er die Titel. Im Staffelrennen wurde er mit Martin Fourcade, Borgeot und Jean-Guillaume Béatrix Fünfter. Im weiteren Jahresverlauf nahm er an den Rollski-Juniorenrennen der Sommerbiathlon-Weltmeisterschaften 2008 in der Haute-Maurienne teil und wurde 27. des Sprints und 12. der Verfolgung. Auch bei den Biathlon-Juniorenweltmeisterschaften 2009 in Canmore war Ehrhart erfolgreich. Er gewann erneut den Titel im Einzel sowie mit Florent Claude und Clement Jaquelin im Staffelrennen. Im Sprintrennen erreichte er nur den 16. Platz, verbesserte sich im Verfolgungsrennen danach bis auf den zweiten Rang hinter Erlend Bjøntegaard. Auch bei den Biathlon-Juniorenweltmeisterschaften 2010 in Torsby gewann er mit Silber an der Seite von Rémi Borgeot, Mathieu Souchal und Yann Guigonnet eine Medaille. Bei dieser Junioren-WM startete er nicht mehr wie zuvor bei der Jugend, sondern erstmals bei den Junioren, was sich an den weiteren Platzierungen, 12 im Einzel, 27 im Sprint und 29 im Verfolgungsrennen fest machen lässt. Weitaus besser verliefen die Wettkämpfe 2011 in Nové Město na Moravě. Ehrhart wurde Achter des Einzels, gewann hinter Tom Barth und Johannes Kühn die Bronzemedaille im Sprint und hinter Kühn und vor Barth Silber im Verfolger. Mit Florent Claude, Baptiste Jouty und Simon Desthieux wurde er als Schlussläufer Fünfter mit der Staffel.
Seit der Saison 2009/10 startet Ehrhart bei den Männern im IBU-Cup. Bei seinem ersten Einsatz bei einem Einzel in Ridnaun kam er als 40. gleich in die Punkteränge. 2011 erreichte er als Siebter des Einzels, Achter des Sprints und Sechster des Verfolgungsrennens in Annecy Einstellige Platzierungen. Ebenfalls 2011 debütierte der Franzose in Oberhof im Biathlon-Weltcup und wurde 86. in einem Sprintrennen. Es ist zudem seine bislang beste Platzierung in der Rennserie. Erstes Großereignis wurden die Biathlon-Europameisterschaften 2011 in Ridnaun. Ehrhart beendete nach sechs Fehlern in den ersten beiden Schießeinlagen das Einzel nicht, wurde danach 17. des Sprints und Neunter des Verfolgers. Im Staffelrennen wurde er mit Béatrix, Claude und Borgeot Sechster.
Im Frühjahr 2012 erklärte Ehrhart überraschend seinen Rücktritt vom Leistungssport, um sich seinem Studium zu widmen.

## Biathlon-Weltcup-Platzierungen
Die Tabelle zeigt alle Platzierungen (je nach Austragungsjahr einschließlich Olympische Spiele und Weltmeisterschaften).
- 1.–3. Platz: Anzahl der Podiumsplatzierungen
- Top 10: Anzahl der Platzierungen unter den ersten zehn (einschließlich Podium)
- Punkteränge: Anzahl der Platzierungen innerhalb der Punkteränge (einschließlich Podium und Top 10)
- Starts: Anzahl gelaufener Rennen in der jeweiligen Disziplin

| Platzierung         | Einzel | Sprint | Verfolgung | Massenstart | Staffel | Gesamt |
| ------------------- | ------ | ------ | ---------- | ----------- | ------- | ------ |
| 1. Platz            |        |        |            |             |         |        |
| 2. Platz            |        |        |            |             |         |        |
| 3. Platz            |        |        |            |             |         |        |
| Top 10              |        |        |            |             |         |        |
| Punkteränge         |        |        |            |             |         |        |
| Starts              | 1      | 2      |            |             |         | 3      |
| Stand: Karriereende |        |        |            |             |         |        |